# Плесецк
Плесецк е руски и бивш съветски космодрум, разположен в Архангелска област на 800 км северно от Москва и южно от Архангелск. В северо-западната част на района, в който е разположен космодрумът, се намира град Мирни. Общата площ на космодрума е 1762 км², от север на юг се простира 46 км, а от изток на запад — 82 км. Плесецк е най-северният космодрум на планетата
Построен е от СССР като ракетна база за изстрелване на междуконтинентални балистични ракети. Строежът му започва през 1957 година, през декември 1959 г. е обявен за функционален с възможност за изстрелване на ракети Р-7. В селището от градски тип Плесецк , Архангелска област, има железопътна гара Плесецкая - жизненоважна за транспортирането на компонентите на ракетите. До 1997 година от космодрума са били изстреляни над 1500 космически ракети, което е повече от който и да било друг космодрум, въпреки че след разпадането на СССР космодрумът се използва по-рядко.
Съществуването на космодрума първоначално се пази в тайна, но британският учител по физика Джефри Пери и учениците му внимателно изследват орбитата на спътника Космос 112 през 1966 година и установяват, че той не може да е бил изстрелян от Байконур. След края на Студената война се разбира, че ЦРУ е започнало да подозира за съществуването на ракетна база в Плесецк още в края на 1950-те години. СССР не признава за съществуването на космодрума до 1983 година.
Плесецк се използва особено често за изстрелване на военни сателити с висок наклон на орбитата или директно в полярна орбита, тъй като териториите на север от космодрума са почти безлюдни и отломките от ракетите могат да падат на земята без да представляват риск за населението. В бъдеще използването на космодрума вероятно ще зачести, тъй като космодрумът Байконур представлява опасност за населението на северен Казахстан.
Днес ракетите Союз-У, Космос-3М, Рокот и Циклон се изстрелват от космодрума, а ракетата Ангара ще се изстрелва основно от там. Тежкотоварните ракети Протон и Зенит не могат да излитат от Плесецк.
Космодрумът Плесецк е известен с високата цена на изстрелванията. За сравнение от космодруми, разположени близо до екватора, се изстрелват със 100% по-тежки товари.

## Катастрофи
- На 26 юни 1973 година загиват 9 души при експлозия на готова за изстрелване ракета Космос-3М.
- На 18 март 1980 година загиват 50 души при зареждане с гориво на ракета Восток-2М.[3]
- На 15 октомври 2002 година загива човек при неуспешно изстрелване и експлозия на ракета Союз-У.

## Стартови площадки
- Союз – LC-16; LC-43
- Космос-3М – LC-132
- Рокот – LC-133
- Циклон – LC-32